# Hlemýžď (ucho)
Hlemýžď, lat. cochlea, je spirálovitá dutina v kosti skalní, část vnitřního ucha člověka, savců a krokodýlů. Tvarem připomíná ulitu hlemýždě zahradního. Je naplněna endolymfou, která přenáší vibrace oválného okénka na membránu Cortiho orgánu. Ten obsahuje tisíce vláken, která pohyb převádějí na signál a impulzy odesílají do mozku.